# Independência de Londres
A Independência de Londres, também abreviado para Londependence, refere-se à crença de que a Grande Londres deve ser concedida mais de uma delegação a autonomia como um país do Reino Unido em pé de igualdade como por exemplo a Escócia, ou que deve tornar-se numa cidade-estado independente, como Singapura, Vaticano e Mônaco.

## Movimento
O estado de Londres dentro do Reino Unido tem sido debatido por vários anos, com chamadas frequentes para o aumento da autonomia ou o estatuto completo de país, ou chamadas para Londres para se tornar numa cidade-estado. Apoiantes têm frequentemente citado a população da Grande Londres de mais de 8 milhões de pessoas, a sua dimensão económica, o seu papel a nível mundial, a sua população diversificada e os seus desafios em comparação com o resto da Inglaterra como razões para uma maior autonomia. A ideia de Londres de se tornar numa cidade-estado foi discutido a partir da década de 1990, e ressurgiu durante o Escocês referendo sobre a independência em 2014.
O movimento para um aumento da autonomia ou soberania total recebido um impulso seguinte o Referendo sobre a permanência do Reino Unido na União Europeia em 2016, durante os quais o britânicos como um todo, votaram para deixar a União Europeia, mas Londres votou para permanecer na UE. Isso levou a milhares de Londrinos a fazer uma petição ao prefeito Sadiq Khan para declarar Londres independente do Reino Unido, para que ele pudesse continuar a fazer parte da União Europeia. Os apoiantes dizem que Londres devia ser como uma "cidade mundial" devido á sua diferença demográfica e económica em relação ao resto do Reino Unido, e argumentam que deveria tornar-se numa cidade-estado baseado no modelo de Singapura, mantendo-se como um estado-membro da UE.
Spencer Livermore, o Barão de Livermore, disse que Londres independência "deve ser um objetivo", argumentando que uma cidade de Londres-estado teria o dobro do PIB de Singapura. Tony Travers argumentou que Khan seria "bem dentro dos seus direitos ao dizer que o governo de Londres não vota o Brexit e que a Câmara Municipal passava a ser considerado o governo disfuncional". O analista Kevin Doran disse que Londres, tornando-se um estado independente não é somente possível, mas inevitável "dentro de 20 a 30 anos."
Depois do referendo sobre a União Europeia, Peter John, líder do Partido Trabalhista no Bairro londrino de Southwark afirmou que seria uma "questão legítima" para Londres considerar o seu futuro no Reino Unido e na União Europeia. Southwark votou em 72% a favor da permanência na UE. John também disse que "Londres é a 15ª maior estado da união europeia, maior do que a Áustria, a Dinamarca e a Irlanda e os nossos valores estão em linha com a Europa – para fora, olhando com confiança o nosso lugar no mundo, enriquecido pela diversidade e trabalhando fortemente em conjunto com os nossos amigos e vizinhos que não estamos sozinhos."

## References
1. ↑  «The UK needs a devolved government for London». 30 de janeiro de 2016
2. 1 2  Smith, Richard G. «London after Brexit: independence a non-starter but special status could protect global position»
3. 1 2  «Petition for London independence signed by thousands after Brexit vote»
4. ↑  «Second Scotland Referendum 'Highly Likely'»
5. ↑  Hedges-Stocks, Zoah. «Londoners call for independence from UK». Consultado em 30 de junho de 2016. Arquivado do original em 25 de junho de 2016
6. ↑  «It's time for London to leave the UK». 24 de junho de 2016
7. ↑  «Thousands call on Sadiq Khan to declare London's independence». 24 de junho de 2016
8. ↑  «'Londependence' petition calls for London to join the EU on its own». 24 de junho de 2016
9. ↑  «London wants independence, Spain wants Gibraltar back: The world reacts to Brexit»
10. ↑  «Londoners want their own independence after Brexit result»
11. ↑  Metro.co.uk, Nicole Morley for (24 de junho de 2016). «70,000 sign petition for London to become independent and rejoin the EU»
12. ↑  «One expert argues that following Brexit, London needs to take back control»
13. ↑  Sullivan, Conor (24 de junho de 2016). «Londoners dismayed at UK's European divorce» – via Financial Times
14. ↑  «Petition organiser could stage 'Londependence' rally after Brexit vote». 24 de junho de 2016
15. ↑  «London Independence Goes Beyond A Twitter Joke With Politicians Seriously Discussing It». 24 de junho de 2016
16. ↑  «London independence: Could the capital break away from the UK?»
17. ↑  Alex Yeates (24 de junho de 2016). «Southwark Council Leader backs calls for London to consider independence from UK after EU Referendum result». Southwark News. Consultado em 26 de junho de 2016